# Fletxa Valona 2010
La Fletxa Valona 2010 es va disputar el dimecres 21 d'abril de 2010, entre Charleroi i Huy, sobre un recorregut de 198 kilòmetres. Aquesta fou la 74a edició de la Fletxa Valona i fou guanyada per l'australià Cadel Evans, vigent campió del món. Amb la segona posició final, el català Joaquim Rodríguez passa a encapçalar la classificació mundial de ciclisme.

## Equips participants
La llista de 26 equips que podien prendre part en la cursa fou anunciada el 24 de març per l'organitzador, l'Amaury Sport Organisation (ASO). És idèntica a la de la Lieja-Bastogne-Lieja que es disputa quatre dies més tard i també és organitzada per l'ASO. Està composta per 17 equips ProTour i 9 equips continentals professionals:
- equips ProTour: AG2R La Mondiale, Astana, Caisse d'Epargne, Euskaltel-Euskadi, FDJ, Garmin-Transitions, Lampre-Farnese Vini, Liquigas, Omega Pharma-Lotto, Quick Step, Rabobank, Team Sky, Team HTC-Columbia, Team Katusha, Team Milram, Team Radioshack, Team Saxo Bank

- equips continentals professionals: Topsport Vlaanderen-Mercator, Landbouwkrediet-Tonissteiner, BMC Racing Team, Bbox Bouygues Telecom, Cofidis, Saur-Sojasun, Acqua & Sapone, Androni Giocattoli, Cervélo TestTeam

El Footon-Servetto és l'únic equip ProTour que no és convidat.

## Recorregut
En aquesta edició l'ordre dels dos tombs al voltant del Mur de Huy s'han invertit, de manera que en el segon pas pel Mur de Huy la meta es troba a sols una trentena de quilòmetres. A més s'ha afegit la cota d'Ereffe.
Cotes
- km 67,0 - Mur de Huy (1r pas) - 1,3 km de pujada al 9,3%
- km 106,5 - Cota de Peu d'Eau - 2,7 km de pujada al 3,9%
- km 112,0 - Cota de Haut-Bois - 1,6 km de pujada al 4,8%
- km 137,5 - Cota de Groynne - 2,0 km de pujada al 3,5%
- km 143,5 - Cota de Bohisseau - 1,3 km de pujada al 7,6%
- km 146,5 - Cota de Bousalle - 1,7 km de pujada al 4,9%
- km 157,5 - Cota d'Ahin - 2,3 km de pujada al 6,5%
- km 168,5 - Mur de Huy (2n pas) - 1,3 km de pujada al 9,3%
- km 187,0 - Cota d'Ereffe - 2,1 km de pujada al 5,9%
- km 198,0 - Mur de Huy (3r pas) - 1,3 km de pujada al 9,3%

## Desenvolupament de la cursa
La carrera va estar marcada per una escapada inicial formada al km 44 i en què hi havia Giuseppe Palumbo (Acqua e Sapone), David Loosli (Lampre), Dimitri Champion (AG2R), Benjamin Gourgue (Landbouwkrediet) i Stéphane Augé (Cofidis). El quintet arribà a disposar d'una màxima diferència de 8'30" al pas per la primera ascensió al Mur de Huy (km 67).
En el segon pas pel Mur de Huy els favorits es posen a marcar el ritme del gran grup, quedant al capdavant un grup format per Loosli, Frank Schleck, Bram Tankink i Roman Kreuziger, als quals s'afegirà Aleksandr Kólobnev, Benoît Vaugrenard i Igor Antón. Aquest grup fou agafat poc abans de començar la darrera ascensió al Mur de Huy, en què hi havia instal·lada la meta.
El primer a atacar en l'ascensió final fou Andreas Klöden, però serà respost per Igor Antón i Alberto Contador que queden al capdavant de la cursa, però que seran superats per Cadel Evans a sols 100 metres de l'arribada i que d'aquesta manera aconseguirà la victòria. Joaquim Rodríguez també supera Contador en el darrer instant.

## Resultat
|    | Ciclista                 | Equip                 | Temps      | Calendari UCI Punts |
| -- | ------------------------ | --------------------- | ---------- | ------------------- |
| 1  | Cadel Evans (AUS)        | BMC Racing Team       | 4h 29' 24" | 80                  |
| 2  | Joaquim Rodríguez (CAT)  | Team Katusha          | m. t.      | 60                  |
| 3  | Alberto Contador (ESP)   | Astana Qazaqstan Team | m. t.      | 50                  |
| 4  | Igor Antón (ESP)         | Euskaltel–Euskadi     | + 6"       | 40                  |
| 5  | Damiano Cunego (ITA)     | Lampre-Farnese Vini   | + 9"       | 30                  |
| 6  | Philippe Gilbert (BEL)   | Omega Pharma-Lotto    | + 11"      | 22                  |
| 7  | Chris Horner (USA)       | Team RadioShack       | + 11"      | 14                  |
| 8  | Alejandro Valverde (ESP) | Caisse d'Epargne      | + 11"      | 10                  |
| 9  | Andy Schleck (LUX)       | Team Saxo Bank        | + 11"      | 6                   |
| 10 | Ryder Hesjedal (CAN)     | Garmin-Transitions    | + 11"      | 2                   |